# Госхайм
Госхайм (нем. Gosheim) — община в Германии, в земле Баден-Вюртемберг. 
Подчиняется административному округу Фрайбург. Входит в состав района Тутлинген.  Население составляет 3800 человек (на 31 декабря 2010 года). Занимает площадь 9,32 км².

## Промышленность
- В Госхайме находится головное предприятие компании Maschinenfabrik Berthold Hermle AG — европейского лидера в сфере производства фрезерных станков и обрабатывающих центров.